# 125 Dywizja Strzelecka (ZSRR)
125 Czerwonowiejska Dywizja Strzelecka (ros. 125-я стрелковая Красносельская Краснознамённая ордена Кутузова дивизия, 125 DS) – związek taktyczny piechoty Armii Czerwonej.
Dywizja została sformowana 19 sierpnia 1939 w Uralskim Okręgu Wojskowym.
19 stycznia 1944 Dywizja otrzymała nazwę wyróżniającą "Czerwonowiejska" (ros. Красносельская), pochodzącą od nazwy obecnego miasta Czerwona Wieś (ros. Красное Село), w czerwonowiejskim rejonie Petersburga.
Dywizja została odznaczona orderami: Czerwonego Sztandaru i Kutuzowa II klasy.

## Struktura organizacyjna
- 466 Pułk Strzelecki
- 657 Pułk Strzelecki
- 749 Pułk Strzelecki
- 414 Pułk Artylerii Lekkiej (do 21.09.1941)
- 459 Pułk Artylerii Haubic
- 183 dappanc (po 21.09.1941 i od 14.01.1942)
- 345 daplot (348 baplot) (do 25.05.1943)
- 390 dm (od 17.10.1941 do 15.08.1942)
- 196 batalion ckm (od 17.08.1942 do 25.05.1943)
- 165 kr (165 br)
- 189 bsap
- 191 (204) bł (204 kł)
- 147 bmsan
- 272(125) kpchem
- 210 (206) ktransp
- 331 (126) piekarnia polowa
- 22 punkt weterynaryjny
- 996 (853) poczta polowa
- 678 kasa polowa

## Zbrodnie wojenne
Żołnierze 125 Dywizji oskarżeni są o zbrodnie dokonane na ludności Śląska Opolskiego, dokonane na przyczółku odrzańskim, w okolicach Zimnic i Boguszyc w styczniu i lutym 1945 r.